# Escherichia vulneris
Escherichia vulneris — вид грам-негативних, безспорових, факультативно анаеробних, паличкоподібних бактерій з родини Enterobacteriaceae. Бактерія живе у дихальній, статевій, травній та сечовидільній системах людини та тварин. Також колонізує відкриті рани, може бути причиною менінгіту (вкрай рідкісні випадки).
У лаборатоних умовах оптимальне зростання відбувається при температурі 35-37 °С на будь-якому поживному середовищі. Колонії, як правило, гладкі і дещо опуклі з блискучою поверхнею.